# Завишина
Завиши́на (бел. Заві́шына) — деревня в Узденском районе Минской области Республики Беларусь. В составе Хотлянского сельсовета.

## География

### Гидрография
Рядом с деревней протекает река Шать, приток р. Птичь.

## История
Когда-то принадлежала графам Завиша.
В 1909 году в Шацкой волости Игуменского уезда Минской губернии.
Перед войной в деревни проживало 137 человек, 25 домов.
Во время Великой Отечественной войны деревня была оккупирована гитлеровцами. В 1943 году ими были сожжены все 25 домов деревни.
С 16 июля 1954 года по 1 апреля 1960 года деревня в составе Шацкого сельсовета.

## Население

### Численность
- 2009 год — 14 жителей

### Динамика
- 1909 год — 136 жителей, 18 дворов (деревня Завишино)[4]
- 2009 год — 14 жителей (перепись населения)[4]

## Галерея

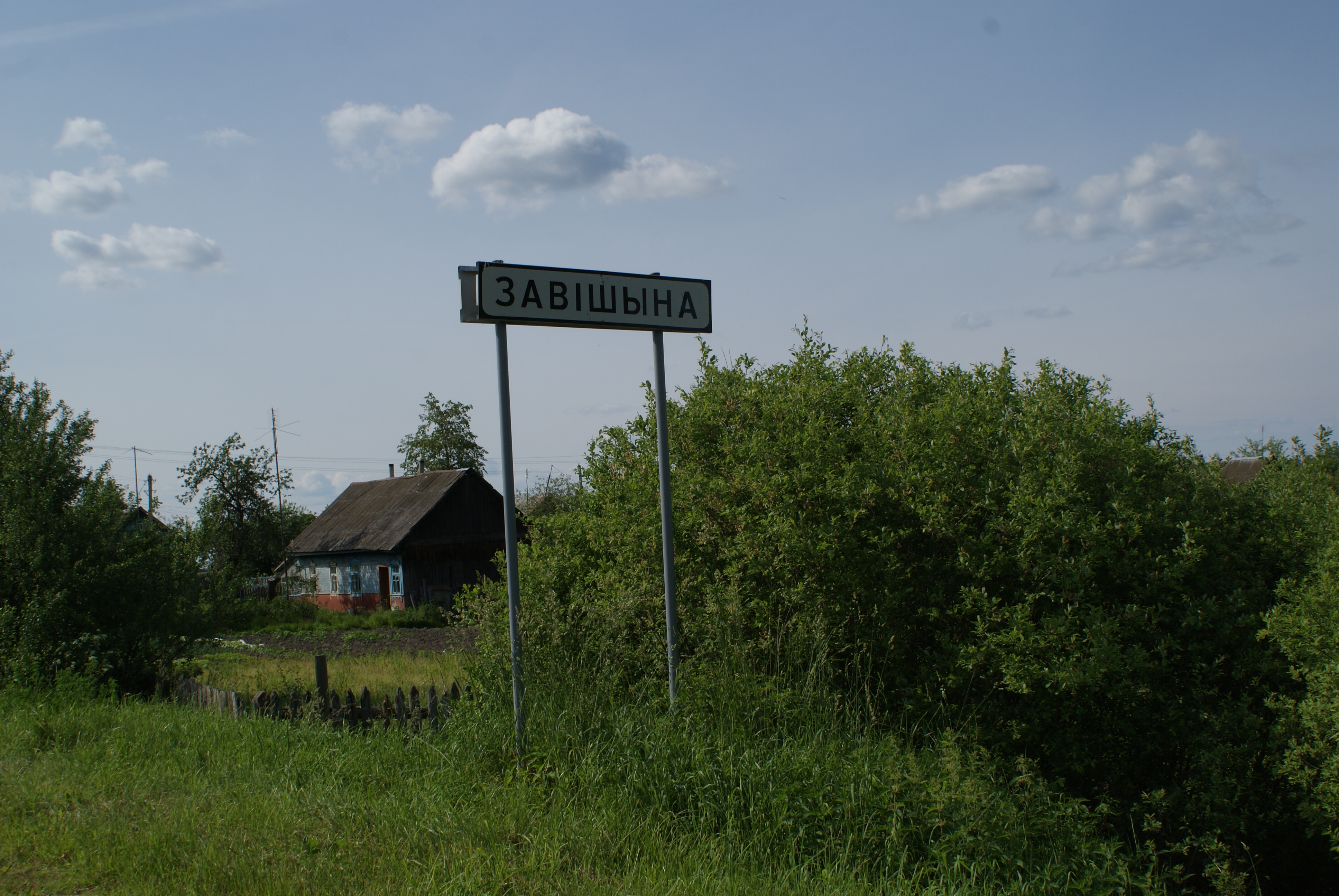
Указатель
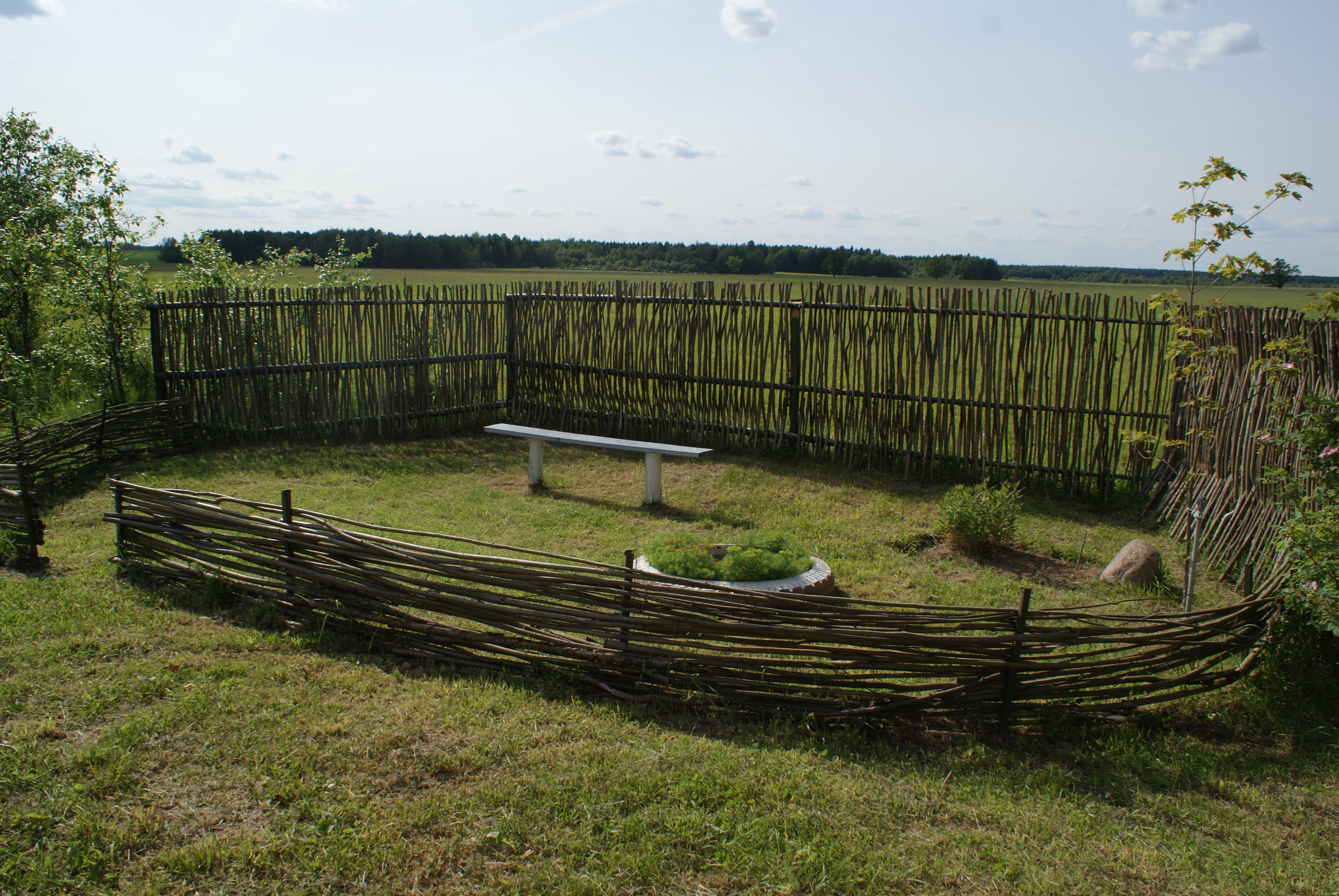
Место для отдыха
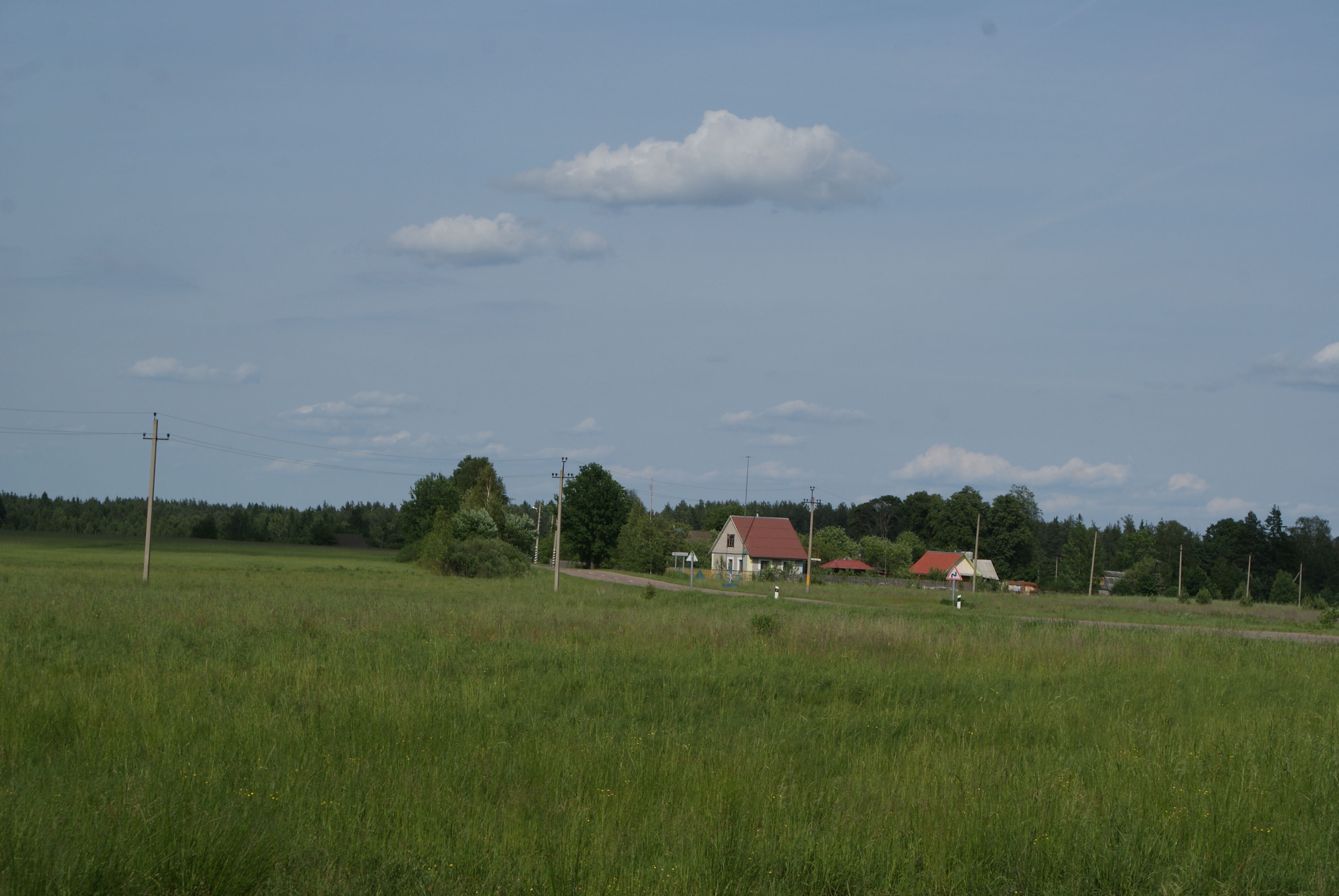
Вид на Завишино со стороны деревни Гута